# Karl Ludwig Hencke
Pour les articles homonymes, voir Hencke.
Karl Ludwig Hencke (8 avril 1793 - 21 septembre 1866) est un astronome amateur prussien. Il est parfois confondu avec Johann Franz Encke, un autre astronome allemand.

## Biographie
Employé d'un bureau de poste de son métier, il se passionne pour l'astronomie, en particulier la recherche d'astéroïdes. Après la dernière découverte d'astéroïde, celle de (4) Vesta en 1807, les astronomes professionnels avaient abandonné leurs recherches restées trop longtemps infructueuses.
Hencke les reprend vers 1830 et après 15 ans d'observations est récompensé de ses efforts. Il découvre deux astéroïdes, d'abord (5) Astrée le 8 décembre 1845 puis (6) Hébé le 1er juillet 1847.
Ces deux découvertes relancent la recherche des astéroïdes de la part des astronomes et l'observation de nouvelles petites planètes se fait au rythme d'au moins une par an à partir de 1847.
L'astéroïde (2005) Hencke est nommé en son honneur.